# Ficus smithii
Ficus smithii là một loài thực vật có hoa trong họ Moraceae. Loài này được Horne ex Baker mô tả khoa học đầu tiên năm 1883.